# ぼいすた!
ぼいすた!は、2011年4月2日（プレ放送を含むと3月26日）から9月24日まで、BSデジタル放送のBS-TBSで放送していたトークバラエティー番組。プレ放送を含め全27回放送。
本項では、派生ラジオ番組『ぼいすた!生』についても述べる。

## 概要
声優がメインのテレビ番組で、収録は都内の住宅街。声（ボイス）のスターである人気の「ぼいすた（声優）」をゲストに招き、色々なトークなどをする番組だった。スポンサーはバナフェス!タウン（バンダイナムコゲームス）の一社提供だった。2011年3月26日のパイロット版を経て、2011年4月2日から9月24日まで放送した。
BS-TBSとしては、かつて旧BS-i時代に放送していた『アニクリ』シリーズ以来となるアニメ関連番組だった。
2011年9月24日の最終回で兄弟番組「ぼいすた!生」を継続することと、年末年始前後に特番を放送する予定であることを発表。特番は「ぼいすた!新年会スペシャル」という題で、2012年1月1日25：00〜29：00に放送した。

## 放送日時
| 放送地域 | 放送局 | 放送期間               | 放送日時                 | 備考                   |
| -------- | ------ | ---------------------- | ------------------------ | ---------------------- |
| 日本全域 | BS-TBS | 2011年4月2日 - 9月24日 | 土曜 24時30分 - 25時00分 | 3月26日に第0回を放送。 |

バナフェス!タウンにてバックナンバーを1週間限定で配信していた。また、バンダイチャンネルにおいては、一部コーナーを抜粋したディレクターズカット版を1週間限定で配信していた。

## レギュラー出演者
MC
土田晃之
脊山麻理子
コーナー出演
やさしい雨（松崎克俊、吉本純）
松崎はPCの被り物を着用し、「PC松崎」と名乗っていた。
ぼいすたエッグ
新人声優。
| - 池松あいみ - 小松渚 | - 山下大輝 - 洲崎綾 | - 宮田翔子 - 大塚菜摘 | - 稲田晋也 - 立川明菜 | - 小久保智史 - 塩村伴美 |

## コーナー
たれこみニュース
インターネットサービス「バナフェス!タウン」上の番組公式コミュニティに届いたゲストに関する噂の真偽を直接本人に確かめる。
ホントはどんなキャラ?
ゲストがこれまで声を演じたアニメキャラの中から、素の自分に近いキャラクターを、PC松崎の情報をもとに探る。
絶対録画すべき! ボイスちょうだいランキング!
「ゲストにどんな声でどんな言葉を言ってほしいか」を声優ファンにアンケート。その中からベスト3に選ばれた言葉を実際に言ってもらう。ただしセリフは決まっておらず、ゲストのアドリブに任された。
バーチャル劇団「華劇」
「バナフェス!タウン」上のコンテンツ紹介コーナー。主演は野島健児・後藤沙緒里。「ぼいすた!エッグ」メンバーから松野太紀（「華劇」団長）以下3名の審査を経て、洲崎・宮田の2名が出演を果たしている（その審査の過程は当番組で紹介した）。
生ボイスドラマ
ゲストの実体験や妄想を出演者全員によるコラボでドラマ仕立てで再現して紹介する。
基本的に台本を見ながら演技をしているが、堀川りょうのように台本を全く見ずに暗記して演技したこともあった。

## ゲスト
- 第00回 03月26日：渡辺久美子・松野太紀・進藤尚美・高本めぐみ・津田美波
- 第01回 04月02日：羽多野渉・中原麻衣
- 第02回 04月09日：新井里美・藤田咲
- 第03回 04月16日：柚木涼香・大原めぐみ
- 第04回 04月23日：野水伊織・山本和臣
- 第05回 04月30日：たかはし智秋
- 第06回 05月07日：菊池正美・長沢美樹
- 第07回 05月14日：菅沼久義・ささきのぞみ
- 第08回 05月21日：木村昴・櫻井浩美
- 第09回 05月28日：森久保祥太郎・南條愛乃
- 第10回 06月04日：伊藤健太郎・新谷良子
- 第11回 06月12日：岸尾だいすけ・金田朋子
- 第12回 06月18日：赤﨑千夏・山口理恵
- 第13回 06月25日：森川智之・福山潤
- 第14回 07月02日：新名彩乃・本多真梨子
- 第15回 07月09日：中村繪里子・下田麻美
- 第16回 07月16日：山口勝平・工藤晴香
- 第17回 07月23日：チョー・千葉千恵巳
- 第18回 07月30日：松本保典・清水愛
- 第19回 08月06日：野島裕史・清水香里
- 第20回 08月13日：堀川りょう・松岡由貴
- 第21回[2] 08月20日：阪口周平・真田アサミ
- 第22回 08月27日：津田健次郎・葉月絵理乃
- 第23回 09月03日：水沢史絵・日高里菜
- 第24回 09月10日：水島大宙・後藤邑子
- 第25回 09月17日：堀江一眞・小倉唯
- 第26回 09月24日：近藤孝行・藤原啓治
- 新年会SP 02012年1月1日：たかはし智秋・鈴木千尋・かないみか・池田秀一・井上和彦・本多真梨子・楠大典・木村良平・岸尾だいすけ

## エピソード
- 5月21日放送の冒頭で、本番組がBS-TBS人気番組ランキングの第2位（2011年5月現在）にランクインされていることが発表された（第1位は『吉田類の酒場放浪記』）。

## スタッフ
- 構成：市川榮里、伊東雅司
- ナレーター：ぼいすたエッグ
- 技術協力：コスモ・スペース、ザ・チューブ
- ディレクター：松本真樹、尾越功
- 演出：Mr.ピロ
- プロデューサー：山野和也、松井和彦
- 製作著作：IMJ、TBS-V

## ぼいすた!生
2011年7月16日から2012年3月27日までバナフェス!タウン内のバナフェス!ラジオにて放送していた「ぼいすた!」のスピンオフアバターラジオ（ウェブラジオ）番組。
第7回までは毎週土曜日21:00–23:00、第8回から第29回までは毎週土曜日20:00–22:00、第30回からは毎週火曜日21:00-22:30に生放送で配信していた。
聴くためにはバナフェス!タウンにアカウント登録（無料）をしている必要があった。
バナフェス!タウンのイベントウィークではバナフェス!ラジオで特集番組・特別番組を連日配信した。その際、初日は『ぼいすた!生』のレギュラー配信扱いで通し番号が振られるが、それ以外での配信には番号が振られず一部例外を除いて『ぼいすた!生』としては扱われない。
しかし、番組フォーマットは『ぼいすた!生』を踏襲しており番組内でも厳密には区別されないため、『ぼいすた!生』の関連番組としてここでまとめて扱う。ただし、2011年10月開催の『テイルズ オブ』ウィークにて、特集番組はすべてぼいすた!エッグによる別番組『バナラジ!』扱いとなったため以降の特集番組は扱わない。
バナフェス!ラジオで配信する番組は『ぼいすた!生』も含めた全てを単に『バナフェス!ラジオ』とも呼ぶ。

### 出演者
- MC：やさしい雨（松崎克俊、吉本純）・荒井千里
- アシスタント：ぼいすたエッグ

### イベントウィーク番組
- 『テイルズ オブ』ウィーク[4]：特集1–5はやさしい雨が出演しない19:00–20:00配信の特集番組。
  - 07月30日 『テイルズ オブ』特集1
  - 08月01日 『テイルズ オブ』特集2
  - 08月02日 『テイルズ オブ』特集3
  - 08月03日 『テイルズ オブ』特集4
  - 08月04日 『テイルズ オブ』特集5
  - 08月05日 特番『テイルズ オブ』ウィーク千秋楽：20:00–22:00に生で配信、『ぼいすた!生』として扱われている。
- 「テイルズ オブ エクシリア」×『STAR DRIVER 輝きのタクト』コラボレーションイベント[5]：以下はイベントウィーク番組。特集1・2にはやさしい雨が出演しない。
  - 09月05日 「テイルズ オブ エクシリア」×「STAR DRIVER 輝きのタクト」コラボレーションイベント特集1
  - 09月06日 「テイルズ オブ エクシリア」×「STAR DRIVER 輝きのタクト」コラボレーションイベント特集2
  - 09月07日 「テイルズ オブ エクシリア」発売前夜祭
  - 09月08日 祝「テイルズ オブ エクシリア」発売記念スペシャル
  - 09月09日 『STAR DRIVER 輝きのタクト』特集

### ゲスト
- 07月16日 第01回：野水伊織
- 07月23日 第02回：新井里美
- 07月30日 第03回『テイルズ オブ』ウィーク初日祭：ゆかな・吉積信 ※8月5日24:30 - 26:30に臨時再配信。
- 08月03日 『テイルズ オブ』特集4：堀中優希・馬場英雄
- 08月05日 特番『テイルズ オブ』ウィーク千秋楽：松本保典・麦人・吉積信
- 08月06日 第04回：津田健次郎
- 08月13日 第05回：伊藤健太郎
- 08月20日 第06回：南條愛乃
- 08月27日 第07回：堀川りょう
- 09月03日 第08回「STAR DRIVER 輝きのタクト」スペシャル：日高里菜
- 09月07日 「テイルズ オブ エクシリア」発売前夜祭：代永翼・堀中優希・馬場英雄
- 09月08日 祝「テイルズ オブ エクシリア」発売記念スペシャル：堀中優希
- 09月09日 『STAR DRIVER 輝きのタクト』特集：木村良平
- 09月10日 第09回：山本和臣
- 09月17日 第10回：岸尾だいすけ
- 09月24日 第11回：千葉千恵巳
- 10月01日 第12回：堀江一眞
- 10月08日 第13回：高本めぐみ
- 10月15日 第14回：仙台エリ
- 10月22日 第15回：金田朋子
- 10月29日 第16回：山口勝平
- 11月05日 第17回：真田アサミ
- 11月12日 第18回：木村亜希子
- 11月19日 第19回：楠大典
- 11月26日 第20日：富樫美鈴
- 12月03日 第21回：野島裕史
- 12月10日 第22回：勝杏里
- 12月17日 第23回：河原木志穂
- 12月24日 第24回：能登有沙
- 12月31日 第25回：日高里菜、野水伊織、たかはし智秋、岸尾だいすけ、新井里美、明坂聡美、伊藤健太郎、真田アサミ
- 01月07日 第26回：庄子裕衣
- 01月14日 第27回：平田広明
- 01月21日 第28回：工藤晴香
- 01月28日 第29回：古谷静佳
- 02月07日 第30回：岩瀬周平
- 02月14日 第31回：阪口周平
- 02月21日 第32回：近藤孝行
- 02月28日 第33回：宮崎羽衣
- 03月06日 第34回：平田広明
- 03月13日 第35回：村井かずさ
- 03月20日 第36回：前田玲奈
- 03月27日 第37回：武虎